# La Femme aux cigarettes
Pour plus de détails, voir Fiche technique et Distribution.
La Femme aux cigarettes (titre original : Road House) est un film américain réalisé par Jean Negulesco, sorti en 1948.

## Synopsis
L'histoire se déroule dans l'État de Washington, à la frontière du Canada, dans une petite ville dont le potentat local est joué par un jeune Richard Widmark. Son ami d'enfance (Cornell Wilde) tient pour son compte le bar-restaurant local. Tout se complique quand Widmark fait venir de Chicago une belle et triste chanteuse (Ida Lupino) dont les deux hommes vont tomber amoureux. François Truffaut, semble s'être fortement inspiré de ce film pour sa Sirène du Mississipi.[réf. nécessaire]

## Fiche technique
- Titre original : Road House
- Titre français : La Femme aux cigarettes
- Réalisation : Jean Negulesco
- Scénario : Edward Chodorov d'après une histoire de Margaret Gruen et Oscar Saul
- Photographie : Joseph LaShelle
- Montage : James B. Clark
- Musique : Cyril J. Mockridge
- Direction artistique : Maurice Ransford et Lyle R. Wheeler
- Décors : Thomas Little
- Costumes : Kay Nelson, Charles Le Maire et Sam Benson (non crédité)
- Maquillage : Ben Nye (makeup artist)
- Producteur : Edward Chodorov
- Société de production : 20th Century-Fox
- Pays d'origine :  États-Unis
- Langue originale : anglais
- Genre : Film noir
- Format : noir et blanc – 35 mm – 1,37:1 – mono (Western Electric Recording)
- Durée : 95 minutes
- Date de sortie :
  - États-Unis : 22 septembre 1948

## Distribution
- Ida Lupino : Lily Stevens
- Cornel Wilde : Pete Morgan
- Celeste Holm : Susie Smith
- Richard Widmark : Jefferson T. 'Jefty' Robbins
- O.Z. Whitehead : Arthur
- Robert Karnes : Mike
- George Beranger : Lefty
- Ian MacDonald : Capitaine de police
- Grandon Rhodes : Juge

Acteurs non crédités :
- Clancy Cooper : Policier
- Tom Moore : Chef d'équipe